# كرمة تشونغية
الكرمة التشونغية نوع نباتي ينتمي إلى جنس الكرمة من الفصيلة الكرمية.

## البيئة والانتشار
موطنها الصين.

## الوصف النباتي
نبات معمر متسلق. النورات عنقودية. الثمرة عوزة (عنبة) صغيرة.